# Chenisides
Genre
Chenisides est un genre d'araignées aranéomorphes de la famille des Linyphiidae.

## Distribution
Les espèces de ce genre se rencontrent au Congo-Kinshasa et au Kenya.

## Liste des espèces
Selon World Spider Catalog (version 16.5, 04/08/2015) :
- Chenisides bispinigera Denis, 1962
- Chenisides monospina Russell-Smith & Jocqué, 1986

## Publication originale
- Denis, 1962 : Notes sur les érigonides. XX. Erigonides d'Afrique orientale avec quelques remarques sur les erigonides éthiopiens. Revue de Zoologie et de Botanique Africaines, vol. 65, p. 169-203.